# Västra Pokot
Västra Pokot är ett av Kenyas 47 administrativa distrikt, och ligger i provinsen Rift Valley. År 1999 hade distriktet 308 086 invånare. Huvudorten är Kapenguria.